# Neuhof (Hessen)
Neuhof település Németországban, Hessen tartományban. Lakosainak száma 11 003 fő (2023. december 31.). Neuhof Kalbach és Flieden községekkel határos.

## Népesség
A település népességének változása:
| Lakosok száma | 10 671 | 10 871 | 10 843 | 10 832 | 10 956 | 11 003 |
|               | 2014   | 2017   | 2019   | 2021   | 2022   | 2023   |